# Metasarcus bolivianus
Metasarcus bolivianus is een hooiwagen uit de familie Gonyleptidae.